# 金在命
金 在命（キム・ジェミョン、朝鮮語: 김재명、1925年9月21日 - 2009年6月24日）は、大韓民国の軍人、政治家。最終階級は陸軍中将。
第四共和国体制で第2代兵務庁長、第7代援護処（現・国家報勲部）処長、第五共和国体制で第26代交通部長官。

## 生涯
全羅南道康津郡出身。特別志願兵に合格し日本軍に入隊。
1946年2月、南朝鮮国防警備隊第4連隊（創設中隊長：金洪俊）に全富一、任忠植らとともに幹部候補要員として入隊し、同年12月に警備士官学校2期卒業、任参尉。朝鮮戦争開戦当初は第1師団隷下の第11連隊第3大隊長（少領）を務めており、8月には激戦の一つとして知られる大邱は多富洞の戦いに参加。しかし翌14日、応急防御陣地の構築時に流れ弾に当たって後送される。のち、第9師団隷下第37連隊長に昇進し、1952年10月の狙撃稜線の戦いに参加。
戦後は、第30歩兵師団長。第25歩兵師団長に転任後、部隊章を現行のものに改訂した。その後第1軍団長、合同参謀本部長を務め、1972年8月25日に中将で退役。
以降は政界入りし、第2代兵務庁長(1972年7月～1977年12月)、第7代援護処(現・
国家報勲部)処長、1980年に第26代交通部長官を歴任。
1988年1月から同年8月までは新民主共和党の最高会議議員兼顧問、1996年1月から同年2月までは自由民主連合の顧問を務めた。
余談だが、同郷で同姓同名の金在明（陸士10期、少将）も同年12月より自由民主連合の最高委員を務めている。
2009年6月24日午後7時、ソウル峨山病院にて老衰で死去。享年84。
子キム・ジョンホは錦湖タイヤ代表取締役。

## 年譜
- 1950年時点：第1歩兵師団第11連隊第3大隊長
- 1952年時点：第9歩兵師団第37連隊長、大領
- 1956年：陸軍大学卒業
- 1958年：准将、陸軍化学監
- 1959年：国防大学院卒業
- ～1960年：第30歩兵師団長（朝鮮語版）
- 1960年：第25歩兵師団長（～1962）
- 1963年4月：第2軍参謀長
- 1965年4月：第3軍管区司令官
- 1967年：第1軍団長
- 1970年
  - 1月：第2訓練所所長
  - 8月：合同参謀本部長兼間諜対策本部長
- 1971年9月：国防部人力次官補
- 1972年7月25日：兵務庁長
- 1977年12月20日：援護処長
- 1980年5月22日：交通部長官（～1980年9月2日）
- 1988年1月～8月：新民主共和党最高会議議員兼顧問
- 1996年1月～2月：自由民主連合顧問

## 栄典
- 乙支武功勲章[2]
- 3等勤務功労勲章：1972年7月
- 3等保国勲章：1972年7月
- 青条勤政勲章：1980年
- 銅塔産業勲章（동탑산업훈장）：1985年